# 27447 Ichunlin
27447 Ichunlin è un asteroide della fascia principale. Scoperto nel 2000, presenta un'orbita caratterizzata da un semiasse maggiore pari a 2,3826730 UA e da un'eccentricità di 0,0535533, inclinata di 5,92275° rispetto all'eclittica.